# Uzdol
Uzdol je naseljeno mjesto u općini Prozor-Rama, Federacija Bosne i Hercegovine, BiH.
Nalazi se istočno od Prozora. Selo je smješteno u sjevernoj Hercegovini te administrativno pripada Hercegovačko-neretvanskoj županiji.

## Povijest
Župa Uzdol najprije je nastala kao samostalna kapelanija, osnovana 1856. godine, koja je tada imala 822 vjernika. 1865. godine kapelanija je proglašena župom. Prva je crkva sagrađena 1859. godine. Uspostavom župe i gradnjom crkve Uzdol postaje središte čitavoga kraja, a od tada se u uporabu uvodi i pojam Srednja Rama kao nova regionalna cjelina ramskoga kraja. Tijekom Prvog svjetskog rata postojeća je crkva bila oštećena, stoga je druga sagrađena (posvećena) 1927. godine, a današnja, nova izgrađena je 1985. godine. 
Prije Prvog svjetskog rata (1910.) župa je imala 950 katolika. U ratu je poginulo 48 muškaraca. Prije početka Drugog svjetskog rata (1939.) župa je imala 1.256 katolika. U tom su ratu iz ove župe poginule 134 osobe. Župa je bila bez župnika od 1942. do 1946. godine, a u tom su je razdoblju pastorizirali fratri sa Šćita i Gračaca. U tom je vremenu u župnoj kući bila otvorena trgovina, gostionica, matični ured, ispostava Sreskog narodnog odbora i ured milicije. Župnik je kasnije, do povratka imovine župi, koristio samo dvije sobe. Tek su 1957. godine iz župne kuće iseljene zadnje civilne institucije i kuća je vraćena vlasniku. Prije zadnjeg rata u BiH u župi Uzdol bilo je 1965 katolika. U tomu je ratu župa teško stradala. Mnogi su župljani, vojnici i civili, poubijani, a gotovo cijela župa iseljena i mnoge kuće spaljene i devastirane. Godine 2002. župnik vlč. Miljenko Džalto završio je izgradnju memorijalnog centra gdje su prenesena tijela stradalih 14. rujna 1993. godine.

## Stanovništvo

### 1991.
Nacionalni sastav stanovništva 1991. godine, bio je sljedeći:
ukupno: 484
- Hrvati - 483 (99,79%)
- ostali, neopredijeljeni i nepoznato - 1 (0,21%)

### 2013.
Nacionalni sastav stanovništva 2013. godine, bio je sljedeći:
ukupno: 247
- Hrvati - 246 (99,60%)
- Srbi - 1 (0,40%)

## Poznate osobe
Poznate osobe rođene u Uzdolu, podrijetlom iz Uzdola ili koje su živile i radile u Uzdolu.
Istaknuti župnici bili su Pavao Vukadin, Lovro Vucić, Bonaventura Šarić-Drženjak, Stjepan Krešić, Marko Majurić, Dragutin Jurić, Anto Weiss, Cvitan Čulina, Nikola Maslać, Josip Konopka, Antun Bogdan, Marko Jozinović, Franjo Mrak, Jozo Perić, Josip Lušić, Stjepan Džalto, Miljenko Džalto.

## Poveznice
- Pokolj u Uzdolu
- Uzdol 41, dokumentarni film o ratnom zločinu ABiH nad Hrvatima Uzdola
- Zavjet hrvatskog branitelja‎, dokumentarni film o hrvatskom branitelju koji se vratio braniti rodni zavičaj

## Vanjske poveznice
- Satelitska snimka  Arhivirana inačica izvorne stranice od 30. rujna 2007. (Wayback Machine)